# Beate Schücking

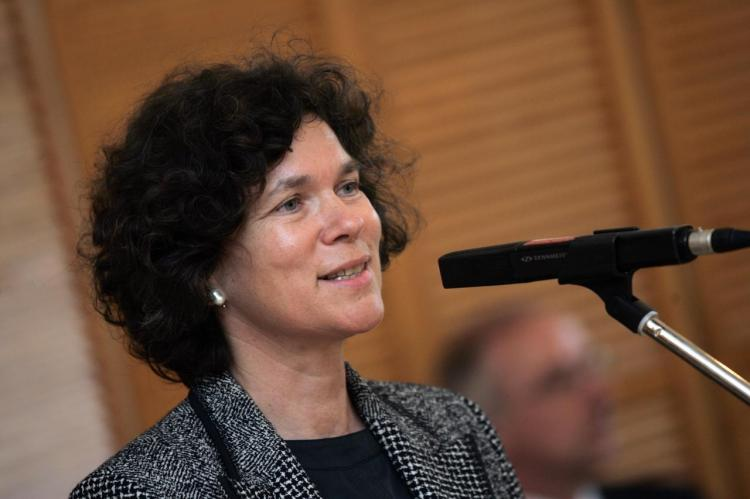
Beate Schücking (2007)

Beate A. Schücking (* 14. Januar 1956 in Kassel) ist eine deutsche Ärztin und Hochschullehrerin. Sie ist seit dem 1. Januar 2023 Präsidentin des Deutschen Studierendenwerks. Zuvor war sie von 1995 bis 2011 Professorin für Gesundheits- und Krankheitslehre sowie Psychosomatik an der Universität Osnabrück und anschließend bis 2022 Rektorin der Universität Leipzig.

## Werdegang
Beate Schücking entstammt der bekannten Gelehrtenfamilie Schücking. Sie ist die Enkelin des liberalen Völkerrechtlers Walther Schücking, der 1930 zum Richter am Ständigen Internationalen Gerichtshof in Den Haag berufen wurde. Nach Ablegen ihres Abiturs studierte Schücking ab 1974 Medizin an der Universität Ulm. Während ihres Studiums hatte sie Auslandsaufenthalte in New York City und Paris und wurde von der Studienstiftung des deutschen Volkes gefördert. Im Oktober 1981 erhielt sie ihre Approbation. Ihre Promotion zum Dr. med. erreichte sie mit einer Arbeit in experimenteller Hämatologie im durch die deutsche Forschungsgemeinschaft (DFG) geförderten Sonderforschungsbereich 112 „Physiology of Cell Systems“. Erste Tätigkeiten als Assistenzärztin in Biberach/Riß und am Zentrum für innere Medizin der Universität Marburg schlossen sich an. Berufsbegleitend absolvierte sie zudem ein Philosophiestudium sowie eine Ausbildung zur Psychotherapeutin.
1989 erhielt Schücking den Ruf als Professorin für Medizin an den Fachbereich Sozialwesen der Fachhochschule München. Dort befasste sie sich schwerpunktmäßig mit den Themenstellungen Frauengesundheit und soziale Gerontologie. Von 1990 bis 1995 war sie ehrenamtliche Frauenbeauftragte ihrer Hochschule und Landessprecherin der Frauenbeauftragten an bayrischen Fachhochschulen. 1993 gründete sie zusammen mit Kolleginnen den Arbeitskreis Frauengesundheit in Medizin, Psychotherapie und Gesellschaft e.V. (AKF), den heute größten Zusammenschluss unabhängiger Frauengesundheitsorganisationen im deutschsprachigen Raum. 1994 erhielt sie einen Ruf als Gastprofessorin („Medizin und Geschlecht“) an die Universität Wien, den sie im Sommersemester 1996 wahrnahm. 1995 wechselte sie an die Professur Gesundheits- und Krankheitslehre, Psychosomatik im Fachbereich Humanwissenschaften der Universität Osnabrück. Sie bekleidete mehrere gewählte Funktionen der universitären Selbstverwaltung, wie die Mitgliedschaft im akademischen Senat, sie war Prodekanin und Studiendekanin und hatte den Vorsitz der Ethikkommission inne (2004 bis 2009). Ab 2000 war sie Dekanin des Fachbereichs Gesundheitswissenschaften und Psychologie, von 2005 bis 2009 hauptberufliche Vizepräsidentin für Forschung und Nachwuchsförderung der Universität Osnabrück.
Bei der Wahl des Nachfolgers von Franz Häuser als Rektor der Universität Leipzig konnte sich Schücking am 16. November 2010 gegen Sabine Kunst aus Potsdam durchsetzen. Ab dem 1. März 2011 war sie Rektorin der Universität Leipzig und damit die erste Frau in diesem Amt seit Gründung der Universität im Jahre 1409. Der Hochschulrat schlug Schücking 2015 dem Senat nicht zur Wiederwahl vor, sondern nominierte zwei externe Kandidaten, was vielfach Kritik hervorrief. Ein vom erweiterten Senat der Universität Leipzig in Auftrag gegebenes Rechtsgutachten ergab, Schücking sei in dem Wahlverfahren unrechtmäßig benachteiligt worden. Nach dem Rückzug der beiden Kandidaten wurde die Stelle neu ausgeschrieben. Die Amtszeit von Schücking endete am 29. Februar 2016. Bis zur Neuwahl führte sie das Amt kommissarisch. Am 31. Januar 2017 wurde Schücking für eine zweite fünfjährige Amtszeit wiedergewählt. Sie konnte sich mit 44 zu 23 Stimmen gegen Jan Palmowski, Professor für neuere Geschichte an der University of Warwick, durchsetzen. Ende März 2022 lief ihre zweite Wahlperiode aus, nach dem Sächsischen Hochschulfreiheitsgesetz durfte sie sich kein drittes Mal zur Wahl stellen.
Seit dem 1. Januar 2023 ist sie als erste Frau in diesem Amt Präsidentin des Deutschen Studierendenwerks.

## Wirken
Schücking baute an der Universität Osnabrück den Forschungsschwerpunkt Maternal & Child Health auf, der in seiner wissenschaftlichen Arbeit wesentlich zur Akademisierung des Hebammenwesens beitrug. Hebammenprofessorinnen der neugeschaffenen Studiengänge in Berlin, Bochum, Fulda und Osnabrück sowie pflegewissenschaftliche Professuren in Hamburg und Bielefeld entstammen dieser Arbeitsgruppe, aus der heraus sie auch das DFG-geförderte Graduiertenkolleg 722 „Integrative Kompetenzen und Wohlbefinden“ zusammen mit Wissenschaftlern der Humanwissenschaften aufbaute.
Ihre international vergleichende Forschung zur Geburtshilfe in verschiedenen Ländern Europas begründete den Aufbau eines internationalen, EU-geförderten COST-Netzwerks Research for Birth (2010–2014, Leitung: Soo Downe, UK) und einen Aufenthalt als visiting scholar an der Boston University in Massachusetts, USA (2003/2004). Schücking ist seit dessen Konstituierung im Frühjahr 2002 Mitglied des Beirats der Gesellschaft für Qualität in der außerklinischen Geburtshilfe (QUAG). Zudem war sie bis September 2021 als Expertin in der Bundesfachgruppe Perinatalmedizin des IQTIG tätig.
In Leipzig hat Schücking eine neue Grundordnung der Universität zum Abschluss gebracht (2013), die ersten Zielvereinbarungen der Universität mit dem Sächsischen Ministerium für Wissenschaft und Kunst verhandelt, eine Reform der Universitätsverwaltung initiiert und als Vorsitzende der sächsischen Landesrektorenkonferenz  die Zuschussvereinbarung für die sächsischen Universitäten von 2014 bis 2016 verhandelt und unterschrieben. Der von ihrem Rektorat vorgelegte und vom Senat beschlossene Hochschulentwicklungsplan bildete die Grundlage auch zur Umsetzung der vom sächsischen Landtag vorgesehenen Stellenkürzungen im Wissenschaftsbereich. Schücking wehrte sich gegen den Stellenabbau und nahm dafür Auseinandersetzungen mit dem Sächsischen Staatsministerium für Wissenschaft und Kunst in Kauf. Die damalige Vorsitzende des Leipziger Hochschulrates Monika Harms warf der Universitätsleitung bezüglich der Stellenkürzungen mangelnde Kommunikationsbereitschaft vor. Das Rektorat bestritt jegliche Vorwürfe und sprach sich weiterhin, auch bei studentischen Demonstrationen, gegen die Kürzungen aus. Nachdem der zur Disposition gestellte, bundesweit kleinste Studiengang Pharmazie im Einvernehmen mit der Landesregierung erhalten wurde, gelang es Schücking, ihn in der medizinischen Fakultät zu verankern – ein Novum in der deutschen Hochschullandschaft. 2019 wurde auf Vorschlag Schückings mit Antrag der Universität Jens Meiler, ein mit dem höchstdotierten Preis der Alexander von Humboldt-Gesellschaft ausgezeichneter Professor aus den USA, in die Leipziger Pharmazie berufen.
Mit dem Koalitionsvertrag zwischen CDU und SPD nach der Landtagswahl 2014 in Sachsen wurde der ursprünglich bis 2020 vorgesehene Stellenabbau zurückgenommen. Die auf dieser Basis Anfang 2016 im sächsischen Kabinett verhandelten Eckpunkte sächsischer Hochschulentwicklungsplanung verzichten auf den Abbau von 754 avisierten Stellen bereits ab 2017 und konzentrieren die Juristenausbildung an der Universität Leipzig.
Die zu Beginn ihrer Amtszeit bundesweit unterdurchschnittliche Frauenquote bei den Professuren stieg während ihrer Amtszeit auf mehr als 27 %. Eine rechtliche Auseinandersetzung mit einem abgelehnten männlichen Bewerber auf eine 2012 ausgeschriebene Professorenstelle wurde sowohl vom Verwaltungsgericht Leipzig und vom Oberverwaltungsgericht Bautzen für die Universität entschieden. Eine 2017 vom selben Kläger gegen Schücking, die Universität Leipzig und den Freistaat Sachsen erhobene Schadensersatzklage wurde in zweiter Instanz vom Oberlandesgericht Dresden abgewiesen. Eine weitere Revision wurde nicht zugelassen.
Schücking hat während ihrer Amtszeit die Kooperation mit den außeruniversitären Forschungsinstituten in Leipzig und mit den Nachbaruniversitäten in Halle und Jena intensiviert, wie am Beispiel der Einwerbung des DFG-Forschungszentrums integrative Biodiversitätsforschung (iDiv) ersichtlich. Die Universität verbesserte sich deutlich im Ranking der Deutschen Forschungsgemeinschaft (DFG) und konnte die Zahl ihrer Sonderforschungsbereiche verdreifachen. Seit Januar 2014 hat Schücking in Leipzig den öffentlichen Diskurs über Willkommenskultur, Fremdenfeindlichkeit, Meinungsfreiheit und Gewaltbereitschaft angestoßen, unter anderem durch die Einrichtung öffentlicher, sogenannter „Donnerstagsdiskurse“ im Auditorium Maximum. Bundesweit hat sie sich für die Einrichtung von Nationallizenzen wissenschaftlicher Online-Journals für eine breite Öffentlichkeit engagiert, um die Verfügbarkeit wissenschaftlicher Ergebnisse zu verbessern.
Während der COVID-19-Pandemie setzte sie sich für die Erhaltung von Präsenzformaten durch den Aufbau nicht nur digitaler, sondern auch hybrider Lehrveranstaltungen ein. Sie engagierte sich für Impfangebote an der Universität. Das Sozialministerium setzte den Impuls nach anfänglicher Zurückhaltung um.

## Publikationen
Schücking ist Herausgeberin der Buchreihe Frauengesundheit bei Vandenhoeck & Ruprecht unipress, in der bisher neun Bände erschienen sind.
Buchbeiträge (Auswahl):
- mit K. Makowsky (Hrsg.): Was sagen die Mütter? Qualitative und quantitative Forschung rund um Schwangerschaft, Geburt und Wochenbett. Schriftenreihe Gesundheitsforschung. Juventa Verlag, Weinheim 2013.
- mit C. Hellmers, B. Borrmann und S. Gebker: Mütterliches Wohlbefinden rund um Schwangerschaft, Geburt und Wochenbett. In: J. Borke, A. Eickhorst (Hrsg.): Systemische Entwicklungsberatung in der frühen Kindheit. Facultas, Wien 2008, S. 211–235.
- mit B. Borrmann und S. Erikson: Reproductive Health. In: W. Kirch: Encyclopedia of Public Health. Springer-Verlag, Heidelberg 2007.
- mit S. Röhl: Identifikation von Versorgungsmängeln und Maßnahmen zur Sicherung der Versorgung mit Jod und Folsäure vor und in der Schwangerschaft. In: W. Kirch, B. Badura, H. Pfaff (Hrsg.): Prävention und Versorgungsforschung. Springer Verlag, 2007, S. 807–818.
- Selbstbestimmung rund um die Geburt. In: Selbstbestimmung der Frau in Gynäkologie und Geburtshilfe. 2003.
- mit J. Sandall, I. L. Bourgeault und W. Meier: Deciding Who Cares. In: R. Devries, C. Benoit, E. v. Teiglingen, S. Wrede (Hrsg.): Birth by Design. Pregnancy, Maternity Care and Midwifery in North America and Europe. Routledge, New York 2001, S. 117–138.

Zeitschriftenartikel (Auswahl):
- mit K. Makowsky: Professionelle Begleitung adipöser Schwangerer – Möglichkeiten zur Prävention und Gesundheitsförderung. In: Präv Gesundheitsf. Springer-Verlag, 2012. doi:10.1007/s11553-011-0324-z
- mit G. M. Ayerle und K. Makowsky: Key role in the prevention of child neglect and abuse in Germany: continuous care by qualified family midwives. In: Midwifery. 2011. doi:10.1016/j.midw.2011.05.009
- mit C. Hellmers und A. Krahl: Ärztliches Handeln in der Geburtshilfe: Kriterien zur Entscheidungsfindung bei Interventionen. In: Geburtshilfe und Frauenheilkunde. 70 (7), 2010, S. 553–560.
- mit B. Reime und P. Wenzlaff: Reproductive Outcomes in Adolescents Who Had a Previous Birth or an Induced Abortion Compared to Adolescents' First Pregnancies. In: BMC Pregnancy and Childbirth. 8, 2008, S. 4.
- mit C. Hellmers: Caesarean Section on Request in Germany: Who Prefers it? In: Journal of Perinatal Medicine. 35 (Supplement II), 2007, S. 173.
- mit B. Reime, P. A. Ratner, S. Tomaselli-Reime und P. Wenzlaff: The role of mediating factors in the relationship between social deprivation and low birth weight in Germany. In: Social Science and Medicine. 2006; 62, S. 1731–1744.
- mit C. Hellmers, C. Schwarz: Sectio – Eine gesunde Entscheidung? In: Zentralblatt für Gynäkologie. 127 (1), 2005, S. 48–49.
- Neue Wege ins Alter. In: Universitas. 7, 1994, S. 671–677.
- Mit welchem Paradigma in die Technik der Zukunft? Kritik. In: Ethik und Sozialwissenschaften. Heft 3, 1992, S. 320–322.